# Ypsilon Pegasi
Ypsilon Pegasi (Alkarab, υ Peg) – gwiazda w gwiazdozbiorze Pegaza, odległa od Słońca o ok. 365 lat świetlnych. Gwiazda porusza się przez galaktykę z prędkością 50,6 km/s względem Słońca. Jej przewidywana orbita galaktyczna przenosi ją pomiędzy 18 600 a 26 300 lat świetlnych od Centrum Galaktyki.

## Nazwa
Gwiazda ta, wraz z sąsiednią Tau Pegasi, była określana nazwą Alkarab, wywodzącą się od arabskiego ‏الكرب‎ al-karab i oznaczającą „linę od wiadra” („wiadrem”, ‏الدلو‎ al dalw, był dla Arabów asteryzm Wielkiego Kwadratu Pegaza, złożony z gwiazd Alfa, Beta, Gamma Pegasi oraz Alfa Andromedae). Perski astronom Abd Al-Rahman Al Sufi nazywał te dwie gwiazdy Saʽd al Naʽamah, co przypuszczalnie wywodzi się od al Naʽāim, „kraty nad studnią” i jest innym nawiązaniem do arabskiego wyobrażenia wiadra i studni. Międzynarodowa Unia Astronomiczna w 2017 roku formalnie zatwierdziła użycie nazwy Alkarab dla określenia tej gwiazdy.

## Charakterystyka
Ypsilon Pegasi to żółtobiały olbrzym należący do typu widmowego F8. Jego temperatura to 5920 K, wyższa niż temperatura fotosfery Słońca. Gwiazda ta cechuje się szybkim ruchem własnym.